# Terapia de reposição hormonal
A terapia de reposição hormonal ou terapia de substituição hormonal é a administração de hormônios para vários fins.

## Tipos

### Androgênios: testosterona e androstenediona
São utilizados no tratamento paliativo do câncer de mama avançado, atuando por inibição das gonadotrofinas hipofisárias e redução da atividade ovariana na pré-menopausa. Pela transformação em estrogênios e pela competição com os estrogênios para as células receptoras alvo.
É um dos estimuladores da masculinização humana.
É utilizado no tratamento do hipogonadismo primário, que pode surgir de várias patologias, como por exemplo distúrbios testiculares ou da glândula pituitária. Esta terapia tem como objetivo repor os níveis de testosterona em jovens adultos, bem como melhorar os sintomas hipogonadais e induzir características masculinas secundárias.
Não é recomendada para homens que pretendem fertilidade a curto prazo, com cancro da mama ou da próstata, insuficiência cardíaca não controlada, enfarte do miocárdio ou acidente vascular cerebral nos últimos 6 meses. Não deve ser usada para tratamento de homens com hipogonadismo relacionado à idade.
Esta terapêutica tem alguns efeitos adversos associados, tais como acne, náuseas, obesidade, icterícia, ginecomastia, alterações no humor, inchaço das mãos e pés, dor no estômago, nas articulações e dificuldades respiratórias.

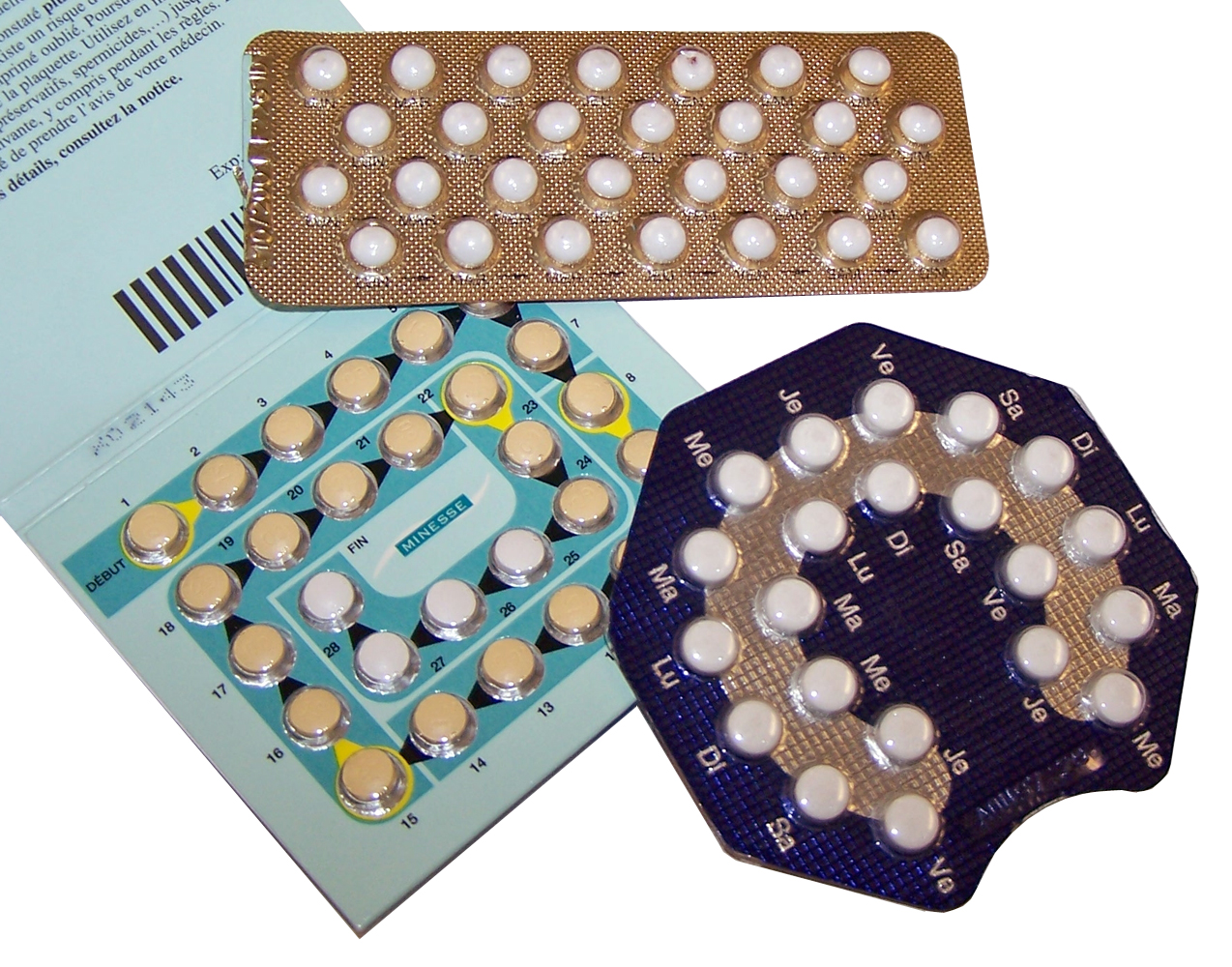
Pílulas são um meio comumente usado

### Estrogênios: estradiol e estrona
O seu mecanismo de ação como terapêutica antitumoral não é ainda bem conhecido. No carcinoma da mama produzem um efeito antitumoral direto, resultante da alteração na homeostase hormonal.
No carcinoma da próstata, atuam por um mecanismo de feedback negativo levando à inibição da secreção de gonadotrofinas hipofisárias e à consequente diminuição da secreção de androgênios.
É um dos estimuladores da feminilização humana.
É utilizada, também, na síndrome do climatério, para repor os hormônios que os ovários deixam de produzir nesta etapa da vida.

Alternativamente, seringas são usadas para injeção de hormônios

### Progestinas: progesterona
Provocam a diminuição na concentração dos receptores de estradiol, depleção dos receptores de progestina e interação com outros hormônios circulantes. Suas atuações específicas incluem uma ação antiestrogénica direta com diminuição das gonadotrofinas e diminuição da taxa de transformação de androgénios em estrogênios, bem como uma ação antiandrogênica em virtude da inibição hipofisária.
Estão indicados no carcinoma avançado da mama ou do endométrio, recidivante, inoperável ou metastático.

### Corticosteróides
No câncer da mama, a administração de altas doses de corticóides permite a inibição da ACTH e conseqüentemente a inibição da produção de estrogênios pelas suprarenais.
Nos tumores linfóides, o seu mecanismo de ação parece estar relacionado com os receptores citoplasmáticos para corticóides. São utilizados ainda no tratamento paliativo de metástases cerebrais e tumores do SNC por mecanismos que permitem a estimulação das enzimas necessárias à diminuição da resposta inflamatória, bem como antiemético e na prevenção de reações de hipersensibilidade na administração de Taxanos.

### Hormônios tiroideias
Em oncologia, a sua utilização tem dois objetivos: como terapia de substituição após tiroidectomia total e a inibição, por mecanismo de feedback negativo, da libertação de TSH pela hipófise, afetando a hormonodependência de muitos tumores da tiróide.